# Фрейдгеймас, Георгас
Георгас Фрейдгеймас (лит. Georgas Freidgeimas; 10 августа 1987, Кайшядорис) — литовский футболист, защитник. Выступал за сборную Литвы.

## Карьера

### Клубная
В феврале 2016 на правах аренды перешёл в казахстанский клуб «Иртыш» из вильнюсского «Жальгириса».
C 2018 года играл за «Жальгирис». После сезона 2019 года контракт не был продлен.

### В сборной
В 2012 году дебютировал в национальной сборной Литвы в матче против команды Эстонии на Кубке Балтии.

## Достижения
- Чемпион Литвы: 2013, 2014, 2015
- Обладатель Кубка Литвы: 2011/12, 2012/13, 2013/14, 2014/15
- Обладатель Суперкубка Литвы: 2013, 2017